# Jak Crawford
Jak Crawford (ur. 2 maja 2005 w Charlotte) – amerykański kierowca wyścigowy, startujący w serii Formuły 2 w zespole Hitech Grand Prix.

## Wyniki
| Legenda oznaczeń w tabelach wyników Wyświetl szablon na nowej stronie | Legenda oznaczeń w tabelach wyników Wyświetl szablon na nowej stronie                                                                     |
| Oznaczenie                                                            | Wyjaśnienie |
| --------------------------------------------------------------------- | --- |
| Złoty                                                                 | Zwycięzca lub mistrzostwo |
| Srebrny                                                               | 2. miejsce lub wicemistrzostwo |
| Brązowy                                                               | 3. miejsce lub II wicemistrzostwo |
| Zielony                                                               | Ukończył, punktował (w klasyfikacji generalnej, gdy zdobył co najmniej jeden punkt na przestrzeni sezonu, poza trzema powyższymi opcjami) |
| Niebieski                                                             | Ukończył, nie punktował (w klasyfikacji generalnej, gdy nie zdobył co najmniej jednego punktu na przestrzeni sezonu)                      |
| Czerwony                                                              | Nie zakwalifikował się (NZ) |
| Czerwony                                                              | Nie prekwalifikował się (NPK) |
| Różowy                                                                | Nie ukończył (NU) |
| Różowy                                                                | Niesklasyfikowany (NS) (w klasyfikacji generalnej, gdy nie został sklasyfikowany w żadnym wyścigu sezonu)                                 |
| Czarny                                                                | Zdyskwalifikowany (DK) |
| Czarny                                                                | Wykluczony (WYK/EX) |
| Biały                                                                 | Nie wystartował (NW) |
| Biały                                                                 | Kontuzjowany (K/INJ) |
| Biały                                                                 | Wyścig odwołany (OD/C) |
| Bez koloru                                                            | Został wycofany (WYC/WD) |
| Bez koloru                                                            | Nie przybył (NP/DNA) |
| Bez koloru                                                            | Nie brał udziału w treningach (NT/DNP) |
| Bez koloru                                                            | Nie został zgłoszony (–) |
| Pogrubienie                                                           | Start z pole position |
| Kursywa                                                               | Najszybsze okrążenie wyścigu |
| †                                                                     | Nie ukończył, ale jego rezultat został zaliczony ze względu na przejechanie więcej niż 90% dystansu wyścigu.                              |
| *                                                                     | Sezon w trakcie |
| 1/2/3                                                                 | Punktowana pozycja w sprincie kwalifikacyjnym                                                                                             |
| Lista systemów punktacji Formuły 1                                    | |

### Podsumowanie[3]
| Sezon   | Seria                                     | Zespół                    | Starty | P1 | PP | NO | Podia | Punkty | Miejsce |
| ------- | ----------------------------------------- | ------------------------- | ------ | -- | -- | -- | ----- | ------ | ------- |
| 2018/19 | NACAM Formula 4 Championship              | Scuderia Martiga EG       | 20     | 6  | 3  | 12 | 14    | 322    | 2       |
| 2019    | U.S. F2000 National Championship          | DEForce Racing            | 0      | 0  | 0  | 0  | 0     | 183    | 7       |
| 2019    | U.S. F2000 National Championship          | Cape Motorsports          | 0      | 0  | 0  | 0  | 0     | 183    | 7       |
| 2020    | Niemiecka Formuła 4                       | Van Amersfoort Racing     | 21     | 5  | 4  | 5  | 12    | 298    | 2       |
| 2020    | Włoska Formuła 4                          | Van Amersfoort Racing     | 14     | 2  | 1  | 0  | 7     | 150    | 6       |
| 2021    | Formuła 3                                 | Hitech Grand Prix         | 20     | 0  | 0  | 0  | 1     | 45     | 13      |
| 2021    | Euroformula Open Championship             | Team Motopark             | 16     | 8  | 4  | 12 | 10    | 304    | 3       |
| 2022    | Formula Regional Asian Championship       | Abu Dhabi Racing by Prema | 15     | 0  | 0  | 1  | 3     | 113    | 6       |
| 2022    | Formuła 3                                 | Prema Racing              | 18     | 1  | 0  | 2  | 5     | 109    | 7       |
| 2023    | Formula Regional Middle East Championship | Hitech Grand Prix         |        |    |    |    |       |        |         |
| 2023    | Formuła 2                                 | Hitech Grand Prix         |        |    |    |    |       |        |         |